# Pseudocercidis tutigula
Pseudocercidis tutigula är en insektsart som först beskrevs av Hottes 1933.  Pseudocercidis tutigula ingår i släktet Pseudocercidis och familjen långrörsbladlöss. Inga underarter finns listade i Catalogue of Life.